# Coello (Tolima)
Coello est une municipalité colombienne située dans le département de Tolima.

## Géographie
Territoires de la municipalité classés par barrio, corregimientos et veredas :
Barrio
- Chef-lieu municipal

Corregimientos
- Barrialosa
- Gualanday
- La Vega De Los Padres
- Potrerillo

Veredas
- Arenosa
- Caimito
- Chaguala Adentro
- Chagualá Afuera
- Chicuali
- Cotomal
- Cunira
- La Salina
- Llano De La Virgen
- Lucha Adentro
- Lucha Afuera
- Santa Barbara
- Vindi

## Démographie
Au recensement de 2018, Coello comportait 7 495 habitants pour 2 649 habitations.

## Culture et patrimoine